# Адиабатическая теорема
Адиабатическая теорема — теорема квантовой механики. Впервые была сформулирована Максом Борном и Владимиром Фоком в 1928 году в таком виде:
Физическая система остаётся в своём мгновенном собственном состоянии, если возмущение действует достаточно медленно и если это состояние отделено энергетической щелью от остального спектра гамильтониана.
Простыми словами, при достаточно медленном изменении внешних условий квантовая система адаптирует свою конфигурацию, однако при быстром переходе, пространственная плотность вероятности остаётся неизменной.

## Диабатические vs. адиабатические процессы
Диабатический процесс: Быстрое изменение условий не позволяет системе изменить свою конфигурацию за время процесса, поэтому пространственное распределение плотности вероятности не меняется. Обычно нет собственного состояния конечного гамильтониана совпадающего с начальным состоянием. Поэтому система находится в линейной комбинации состояний, соответствующей начальной волновой функции.
Адиабатический процесс: Медленное изменение условий позволяет системе подстроить свою конфигурацию, поэтому распределение вероятности меняется во время процесса. Если система в начале была в собственном состоянии гамильтониана, она окажется в соответствующем собственном состоянии конечного гамильтониана.
В начальное время {\displaystyle \scriptstyle {t_{0}}} квантовомеханическая система описывается гамильтонианом {\displaystyle \scriptstyle {{\hat {H}}(t_{0})}}; система находится в собственном состоянии {\displaystyle \scriptstyle {\psi (x,t_{0})}}. Медленное непрерывное изменение условий приводит в конечный гамильтониан {\displaystyle \scriptstyle {{\hat {H}}(t_{1})}} в момент времени {\displaystyle \scriptstyle {t_{1}}}. Система эволюционирует согласно зависящему от времени уравнению Шрёдингера и оказывается в состоянии {\displaystyle \scriptstyle {\psi (x,t_{1})}}. Адиабатическая теорема утверждает, что эволюция критически зависит от времени {\displaystyle \scriptstyle {\tau =t_{1}-t_{0}}}.
Для абсолютно адиабитического процесса необходимо {\displaystyle \scriptstyle {\tau \rightarrow \infty }}; в этом случае конечное состояние {\displaystyle \scriptstyle {\psi (x,t_{1})}} будет собственным состоянием конечного гамильтониана {\displaystyle \scriptstyle {{\hat {H}}(t_{1})}}, с изменёнными координатами:
{\displaystyle |\psi (x,t_{1})|^{2}\neq |\psi (x,t_{0})|^{2}}.
Степень адиабитичности процесса зависит от энергетической разницы между {\displaystyle \scriptstyle {\psi (x,t_{0})}} и сопряжённым состоянием, а также от отношения времени {\displaystyle \scriptstyle {\tau }} и характерного времени эволюции, {\displaystyle \scriptstyle {\tau _{int}=2\pi \hbar /E_{0}}}, где {\displaystyle \scriptstyle {E_{0}}} энергия {\displaystyle \scriptstyle {\psi (x,t_{0})}}.
В свою очередь, в пределе {\displaystyle \scriptstyle {\tau \rightarrow 0}} процесс будет диабатическим, и конфигурация останется неизменной:
{\displaystyle |\psi (x,t_{1})|^{2}=|\psi (x,t_{0})|^{2}\quad }.
Так называемое «условие щели», включённое Борном и Фоком в первоначальное определение приведённое выше требует чтобы спектр {\displaystyle \scriptstyle {\hat {H}}} был дискретным и невырожденным, для того чтобы не было неопределённости в упорядочивании собственных состояний. В 1999 году Аврон и Эогарт переформулировали адиабатическую теорему без этого требования.
В термодинамике термин «адиабатический» обычно означает процесс без перетока тепла между системой и окружающей средой (см. адиабатический процесс). Квантовомеханическое определение ближе к термодинамическому понятию квазистатического процесса, и не имеет прямой связи с потоком тепла.